# Ajattara
Ajattara is een black-, death-, doom- en heavymetalband uit Helsinki, Finland. Ajattara is opgericht in 1996 en zijn nog steeds actief. 
Momenteel hebben ze een platencontract bij Spikefarm Records en hebben tot op heden 7 albums uitgebracht. De meest recente is Murhat, uitgebracht in februari 2011. De naam van de band komt uit de Finse mythologie. Ajattara of Ajatar is de naam van een kwade boomgeest.

## Biografie
Ajattara is opgericht in 1996 als een zijproject van ex-Amorphis-zanger Pasi Koskinen. Hun eerste uitgebrachte materiaal was een demotape genaamd Helvetissä On Syntisen Taivas, uitgebracht in 1998. De band kreeg een platencontract bij Spinefarm Records en ze brachten drie albums uit, Itse in 2001, Kuolema in 2003 en Tyhjyys in 2004. Deze albums werden over het algemeen goed ontvangen bij de critici. Ajattara bracht hierna een "Kerst Single" uit in november 2004 en 2005, respectievelijk genaamd "Ilon Juhla" en "Joulu". De band ging door en kwamen met hun vierde album, Äpäre, die eveneens goed werd ontvangen. De Band bracht hierna in 2006 hun volgende Kerst single uit genaamd Sika. In 2007 kwam de officiële opvolger van Äpare uit, genaamd Kalmanto, het zwaarste album wat de band tot op heden heeft uitgebracht. Begin 2009 besloot Ajattara het over een andere boeg te gooien, en kwam de band met het akoestische album Noitumaa, een vrij uniek album naar de maatstaven van black/doom-metal. In 2011 werden de akoestische gitaren de kast weer ingezet, toen in februari het album Murhat werd uitgebracht. Dit album pakt de draad op waar men gebleven was voor Noitumaa.

## Muziekstijl
Ajattara combineert elementen van black metal en doommetal om een stijl te creëren die lijkt op Celtic Frost en in een iets mindere mate Samael. Het gecombineerd gebruik van synthesizers en zware gitaar geluiden geeft Ajattara zijn bekende "duistere" sfeer/geluid. De teksten van Ajattara gaan vooral over de dood, het kwaad en paganisme. 

## Bandleden

### Huidige leden
- Ruoja (Pasi Koskinen) - zang, gitaar en toetsen
- Tohtori Kuolio - basgitaar
- Malakias IV
- Raajat - toetsen
- Kalmos - gitaar

### Oud-leden
- Malakias - drums
- Malakias II - drums
- Malakias III - drums
- Akir Kalmo - toetsen
- Ikkala - toetsen
- Irstas - live toetsen
- Ismonster - gitaar
- Samuel Lempo (Tomi Koivusaari) - live gitaar
- Atoni - basgitaar

## Discografie

### Studioalbums
- Itse (2001)
- Kuolema (2003)
- Tyhjyys (2004)
- Äpäre (2006)
- Kalmanto (2007)
- Noitumaa (2009)
- Murhat (2011)
- Lupaus (2017)

### Singles
- Ilon juhla (2004)
- Joulu (2005)
- Sika (2006)
- Tulppaani (2007)
- Aura (2011)
- Ave satana (2017)